# Jay Harrison
Jay Harrison, född 3 november 1982 i Oshawa, Ontario, är en kanadensisk före detta professionell ishockeyspelare som var kontrakterad till NHL-organisationen Chicago Blackhawks och spelade för deras primära samarbetspartner Rockford Icehogs i American Hockey League (AHL). Han spelade tidigare på NHL-nivå för Toronto Maple Leafs, Carolina Hurricanes och Winnipeg Jets och på lägre nivåer för St. John's Maple Leafs, Toronto Marlies, Albany River Rats och Manitoba Moose i AHL, EV Zug i Nationalliga A (NLA), Memphis Riverkings i Central Hockey League (CHL) och Brampton Battalion i Ontario Hockey League (OHL).
Harrison draftades i sjätte rundan i 2001 års draft av Toronto Maple Leafs som 82:a spelare totalt.

## Statistik
| 1997–1998  | Oshawa Legionaires     | MetJHL     | 42  | 1  | 11 | 12  | 143 | —  | — | —  | —  | —  |
| 1998–1999  | Brampton Battalion     | OHL        | 63  | 1  | 14 | 15  | 108 | —  | — | —  | —  | —  |
| 1999–2000  | Brampton Battalion     | OHL        | 68  | 2  | 18 | 20  | 139 | 6  | 0 | 2  | 2  | 15 |
| 2000–2001  | Brampton Battalion     | OHL        | 53  | 4  | 15 | 19  | 112 | 9  | 1 | 1  | 2  | 17 |
| 2001–2002  | Brampton Battalion     | OHL        | 61  | 12 | 31 | 43  | 116 | —  | — | —  | —  | —  |
|            | St. John's Maple Leafs | AHL        | 7   | 0  | 1  | 1   | 2   | 10 | 0 | 0  | 0  | 4  |
|            | Memphis Riverkings     | CHL        | —   | —  | —  | —   | —   | 1  | 0 | 0  | 0  | 2  |
| 2002–2003  | St. John's Maple Leafs | AHL        | 72  | 2  | 8  | 10  | 72  | —  | — | —  | —  | —  |
| 2003–2004  | St. John's Maple Leafs | AHL        | 70  | 4  | 5  | 9   | 141 | —  | — | —  | —  | —  |
| 2004–2005  | St. John's Maple Leafs | AHL        | 60  | 0  | 4  | 4   | 108 | 4  | 0 | 1  | 1  | 9  |
| 2005–2006  | Toronto Maple Leafs    | NHL        | 8   | 0  | 1  | 1   | 2   | —  | — | —  | —  | —  |
|            | Toronto Marlies        | AHL        | 57  | 9  | 20 | 29  | 100 | 5  | 1 | 3  | 4  | 8  |
| 2006–2007  | Toronto Maple Leafs    | NHL        | 5   | 0  | 0  | 0   | 6   | —  | — | —  | —  | —  |
|            | Toronto Marlies        | AHL        | 41  | 4  | 14 | 18  | 68  | —  | — | —  | —  | —  |
| 2007–2008  | Toronto Marlies        | AHL        | 69  | 13 | 14 | 27  | 73  | 18 | 2 | 10 | 12 | 35 |
| 2008–2009  | Toronto Maple Leafs    | NHL        | 7   | 0  | 1  | 1   | 10  | —  | — | —  | —  | —  |
|            | EV Zug                 | NLA        | 41  | 6  | 9  | 15  | 96  | 7  | 1 | 2  | 3  | 33 |
| 2009–2010  | Carolina Hurricanes    | NHL        | 38  | 1  | 5  | 6   | 50  | —  | — | —  | —  | —  |
|            | Albany River Rats      | AHL        | 32  | 2  | 12 | 14  | 22  | 8  | 0 | 3  | 3  | 23 |
| 2010–2011  | Carolina Hurricanes    | NHL        | 72  | 3  | 7  | 10  | 72  | —  | — | —  | —  | —  |
| 2011–2012  | Carolina Hurricanes    | NHL        | 72  | 9  | 14 | 23  | 60  | —  | — | —  | —  | —  |
| 2012–2013  | Carolina Hurricanes    | NHL        | 47  | 3  | 7  | 10  | 51  | —  | — | —  | —  | —  |
| 2013–2014  | Carolina Hurricanes    | NHL        | 68  | 4  | 11 | 15  | 44  | —  | — | —  | —  | —  |
| 2014–2015  | Carolina Hurricanes    | NHL        | 30  | 1  | 3  | 4   | 42  | —  | — | —  | —  | —  |
|            | Winnipeg Jets          | NHL        | 35  | 2  | 3  | 5   | 23  | —  | — | —  | —  | —  |
| 2015–2016  | Manitoba Moose         | AHL        | 18  | 3  | 2  | 5   | 17  | —  | — | —  | —  | —  |
| NHL totalt | NHL totalt             | NHL totalt | 372 | 23 | 52 | 75  | 360 | —  | — | —  | —  | —  |
| AHL totalt | AHL totalt             | AHL totalt | 426 | 37 | 80 | 117 | 586 | 45 | 3 | 17 | 20 | 79 |
| NLA totalt | NLA totalt             | NLA totalt | 41  | 6  | 9  | 15  | 96  | 7  | 1 | 2  | 3  | 33 |
| CHL totalt | CHL totalt             | CHL totalt | —   | —  | —  | —   | —   | 1  | 0 | 0  | 0  | 2  |
| OHL totalt | OHL totalt             | OHL totalt | 245 | 19 | 78 | 97  | 475 | 15 | 1 | 3  | 4  | 32 |